# Veliki komet iz leta 1668
Véliki komet iz leta 1668 (oznaka C/1668 E1) je komet, ki so ga opazili  3. marca v letu 1668 .
Opazovali so ga lahko 16 dni. Zadnji dan opazovanja je bil 21. marca 1668.
Njegova tirnica je bila parabolična, njen naklon pa 144,38°. Prisončje se je nahajalo na oddaljenosti 0,07 a.e. od Sonca.  Skozi prisončje se je gibal 28. februarja 1668 .